# 基尔希贝格 (巴塞尔乡村州)

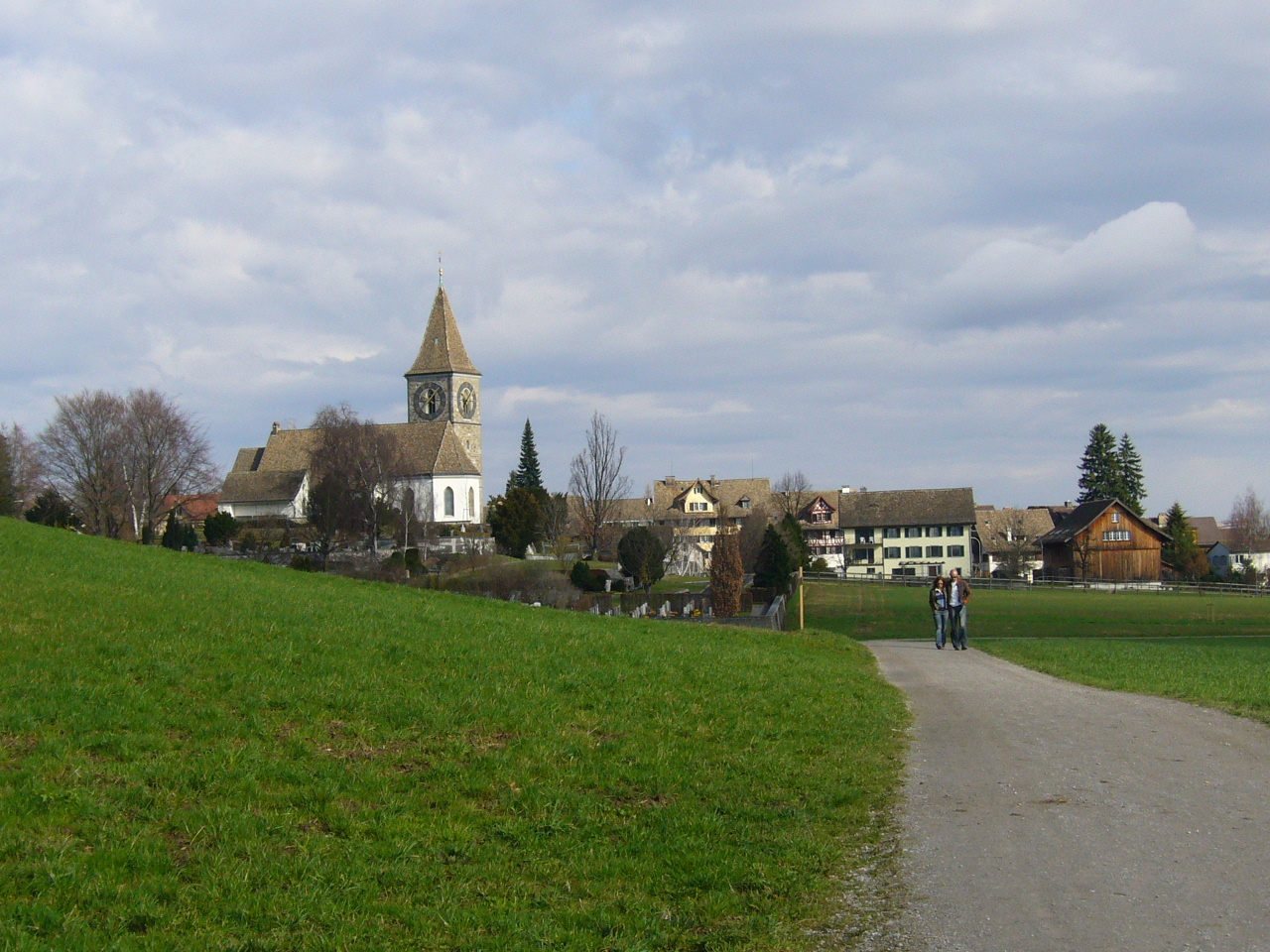

基尔希贝格（德語：Kilchberg）是瑞士巴塞爾鄉村州的市镇，位於該國北部，面積1.59平方公里，海拔高度571米，2012年人口156，八成人口信奉基督教，人口密度每平方公里98人。